# Sirchich de Kis-Zsirai
Sirchich de Kis-Zsirai ist ein aus dem Komitat Trentschin stammendes ungarisches Adelsgeschlecht.

## Geschichte
Als erster Angehöriger der Familie wurde Simon Horvath, der mit Anna Wrschichich verheiratet war, im Jahre 1563 erwähnt. Nachdem dessen Sohn zum Trencséni várgróf (Graf der Burg Trenčín) ernannt worden war, gewann die Familie schnell an politischem Ansehen. Mitglieder der Familie vermählten sich mit Angehörigen des ungarischen Hochadels wie zum Beispiel den Prileszky, Tököly, Sándor, Apponyi, Majthényi und Pomothy.

## Wappen
Wappen: In Blau aus goldener Krone wachsend ein doppelschwänziger goldener Löwe, in der erhobenen Rechten einen Krummsäbel mit goldener Parierstange haltend. Kleinod: der Löwe. Helmdecken: blau–Silber – rot–Silber.
Blasonierung einer Variante: Einen auf grünem Felde aufspringenden, doppelschwänzig goldenen Löwen in Silber.